# Pontius Pilatus
 "Pilatus" omdirigeres hertil. For bjerget i Schweiz, se Pilatus (bjerg).
Pontius Pilatus var romersk præfekt i Judæa og Samaria 26-36 e.Kr. Han blev fulgt af Marcellus.
Pilatus er mest kendt som den politisk ansvarlige for domsfældelsen og korsfæstelsen af Jesus. Pilatus kom fra ridderfamilien Pontius og afløste Valerius Gratus som præfekt over Judæa og Samaria i år 26. Som præfekt viste han ikke forståelse for jødernes religiøse følelser, og ifølge Josefus blev han kaldt tilbage til Rom efter sin brutale nedkæmpelse af et samaritansk oprør. Han vendte hjem til Rom kort efter Tiberius' død 16/3 år 37.

## Bibelen
Ifølge evangelierne var Pilatus ikke overbevist om Jesu skyld og forsøgte at undgå korsfæstelse, men endte med at bøje sig for ypperstepræsterne og de jødiske lederes krav. I Matthæusevangeliet står der: "Da Pilatus så, at der ikke var noget at gøre, men at der tværtimod blev uro, tog han noget vand, og i skarens påsyn vaskede han sine hænder og sagde: "Jeg er uskyldig i denne mands blod. Det bliver jeres sag."" (Matt 27,24)
I Markusevangeliet står der: "Pilatus ville gerne gøre folkeskaren tilpas og løslod dem Barabbas, men lod Jesus piske og udleverede ham til at blive korsfæstet." (Mark 15.15)
I Lukasevangeliet står der, at Pilatus "løslod ham, de [jøderne] krævede; ham der var kastet i fængsel for oprør og drab. Men Pilatus udleverede han, så de fik deres vilje." (Luk 23,25)
I Johannesevangeliet står der: "Efter dette ville Pilatus løslade Jesus, men jøderne råbte: "Løslader du ham, er du ikke kejserens ven. Enhver, som gør sig selv til konge, sætter sig op imod kejseren."" (Joh 19,12)
Pilatus nævnes i Lukasevangeliet for sin brutalitet: "På den tid kom nogle og fortalte ham om de galilæere, hvis blod Pilatus havde blandet med blodet fra deres offerdyr." (Luk 13,1)

## Navn og titler
I romerske kilder nævnes Pilatus kun hos Tacitus i en skildring af kejser Neros forfølgelse af de kristne. På en indskrift fundet i 1961 i Cæsarea står der: Pontius Pilatus præfekt i Judæa,  mens Tacitus omtaler ham som promagistrat i provinsen. 
Pilatus' fornavn kendes ikke. Der fandtes ikke mere end omkring 20 romerske drengenavne i brug, men enten han har fået fornavnet Gaius eller Markus, ville familienavnet overtage, efterhånden som han voksede til. "Pontius" kan være afledet af latin "pons" (= bro), eller det kan have tilknytning den romerske provins Pontus i Lilleasien. Navnet blev også båret af Lucius Pontius Aquila, der var en ven af Cicero og én af Julius Cæsars drabsmænd. 
Familienavnet Pilatus betyder "spydkaster". Pilum var en type spyd bestående af et fem fods træskaft med en to fods afsmalnende spids af jern. Når den borede sig ind i fjendens skjolde, bøjede skaftet sig og kom til at hænge ned, sådan at spyddet ikke kunne kastes tilbage. 

## Øvrige kilder
Pilatus omtales også hos de jødiske historikere Filon og Josefus, hvor han fremstilles som en vilkårlig og grusom præfekt, som ikke viste forståelse for jødernes religiøse følelser.
Josefus fortæller, at da soldaterne under Pilatus’ kommando kom til Jerusalem, lod han dem medbringe faner med kejserens billede. Fanerne blev taget ind om natten. Det blev hurtigt opdaget, og jøderne strømmede til Cæsarea for at få dem fjernet, da de opfattede dem som krænkende. Pilatus overhørte protesterne i fem dage, men derefter lod han jøderne omringe af soldater og truede med, at de blev slået ihjel, hvis de fortsatte med at genere ham med denne sag. Jøderne kastede sig til jorden og blottede nakken, mens de erklærede, at de foretrak døden fremfor at vanhellige loven. Pilatus føjede dem så, og lod fanerne fjerne.
Josefus navngiver ikke lederen af den ikke-voldelige modstand, men i Testimonium Flavianum (hvis ægthed bestrides) kun fire vers senere, fortæller han, at Pilatus gav ordre om at korsfæste en Jesus. Religionshistorikere har dog aldrig fæstet lid til, at oprørslederen var Jesus.
Filon skriver, at Pilatus viede nogle forgyldte skjolde til kejserens ære i Herodes Antipas' palads. Disse skjolde afbildede ikke noget, der var krænkende eller forbudt, men kun en indskrift med Pilatus' og kejserens navn. Jøderne opsøgte ham alligevel for at få dem fjernet, og da han nægtede, appellerede de til kejser Tiberius, som gav ordre om, at hyldesten skulle flyttes til Cæsarea.
Josefus hævder, at Pilatus beslaglagde templets hellige skatte for at bygge en akvædukt ind i Jerusalem til nytte for befolkningen: "En menneskemængde kom sammen og rettede højlydte krav mod ham, men han havde ladt soldater være klædt som civile for at blande sig i mængden, og på et aftalt signal kastede de sig over oprørerne og slog dem så hårdt med stokke, at oprøret blev knust." Pilatus’ voldsomme reaktion kan skyldes, at de romerske naboprovinser var ude af stand til at give ham militær støtte.
Omkring 36 e.Kr. benyttede Pilatus arrestationer og henrettelser for at knuse et måske samaritansk, religiøst optog, der kan være mistolket som et oprør. Efter klager til Vitellius, den romerske legat i Syrien, blev Pilatus kaldt hjem til Rom for at forsvare sig.
Augustin mente, at Pilatus blev omvendt til kristendommen, og at han vaskede Jesu blod af sine hænder som en demonstration af, hvordan Jesu blod vaskede menneskenes synder bort. Ifølge Tertullian skrev Pilatus til kejser Tiberius om Jesu genopstandelse og de mirakler, han mentes at have udført, så også Tiberius ville have omvendt sig, hvis det havde været tilladt for en kejser.
Tiberius omvendte sig ikke, men ifølge Eusebius var han så imponeret over, hvad Pilatus fortalte ham om Jesus, at han forsøgte at overtale senatet til at give Jesus en plads blandt de romerske guder. Kejseren skal også have truet alle med dødsstraf, der forfulgte de kristne.
I det apokryfe Petersevangelium frikendes Pilatus for Jesu henrettelse, og al skyld lægges på jøderne. I Den koptiske kirke blev han endda gjort til martyr med mindedag 25. juni.

## Familie
I Matthæusevangeliet nævnes Pilatus' kone ikke ved navn; der står kun, at mens Pilatus "sad i dommersædet, havde hans hustru sendt bud til ham og ladet sige: "Hold dig fra denne retfærdige mand. For jeg har i nat haft mange onde drømme på grund af ham."" (Matt 27,19) I det apokryfe Nikodemusevangelium åbner 2. kapitel med Pilatus' kones advarsel: "Og Pilatus kaldte alle jøderne til sig, og sagde til dem: I ved, at min hustru frygter Gud og ærer jødernes skikke? De svarede, at det vidste de. Pilatus sagde: "Se, min kone har sendt mig denne besked: Hav intet med denne retfærdige mand at gøre, for jeg har lidt meget om natten på grund af ham."" 
På grund af denne drøm gjorde Den græske kirke og Den koptiske kirke hende til helgen, og fandt også et navn til hende, Claudia Procula. Hun er senere kendt både som Santa Procula, Santa Prokla og Santa Claudia med navnedag i oktober. Ifølge traditionen blev hun kristen efter korsfæstelsen. Bernhard af Clairvaux, der selv blev helgen, mente som andre af middelalderens teologer, at Proculas drøm var et påfund af djævelen for at forhindre Jesu forløsningsværk.

## Eftermæle
Pilatus er måske tidernes mest omtalte romer, da han indgår i den apostolske trosbekendelse, hvor det hedder om Jesus, at han blev "pint under Pontius Pilatus".
Som i Judas Iskariots tilfælde er der flere overleveringer om Pilatus' død. Ifølge Eusebius fik han så store problemer med sit forhold til kejser Caligula, at han tog sit liv; det findes der intet historisk belæg for. Ifølge Mors Pilati blev hans lig smidt i Tiberen, men flodens vand blev så forstyrret af onde ånder, at liget blev fragtet til Vienne og sænket i Rhône, hvor et monument, Pilatus' gravsten, stadig kan ses. Da historien gentog sig her, blev liget igen flyttet og sænket i søen ved Lausanne. Dets endelige hvilested blev et dybt og ensomt tjern på bjerget Pilatus ved Luzern. (I virkeligheden har bjerget fået navn efter den hætte af skyer, der omgiver toppen, idet pileatus på latin betyder "med hue på".) Folketroen ville have det til, at der udbrød et frygteligt tordenvejr, straks der var krusninger på Pilatussøens overflade. Folk frygtede Pilatus' genfærd, der sagdes at stige op fra søen hver langfredag for at vaske Jesu blod af sine hænder. I 1585 dristede præsten i Luzern og en udvalgt forsamling sig til at klatre op til Pilatussøen. De smed sten i vandet, hvirvlede det op og vadede ud i det - men genfærdet viste sig ikke. For en sikkerheds skyld blev der i 1594 gravet et hul for at udtørre søen. Først i 1980 vovede man at lukke hullet til igen. Pilatussøen kom så omsider tilbage. 
Der findes mange andre legender om Pilatus i tysk folklore, der dog alle er fri fantasi.
På den italienske ø Ponza findes en grotte, som traditionen har opkaldt efter Pilatus.

## Pilatus i film
På film er Pilatus gestaltet af så ulige personer som blandt andre Telly Savalas i The Greatest Story Ever Told (1965) og Rod Steiger i Jesus of Nazareth (1977). David Bowie spiller en ret medfølende Pilatus i Martin Scorseses Den sidste fristelse, mens Michael Palin i Monty Python-filmen Life of Brian gestalter en komisk Pilatus, der ikke kan udtale bogstavet R.